# A woman protects her son
Das Foto A woman protects her son des Journalisten Samuel Aranda wurde zum Pressefoto des Jahres 2011 gewählt. Es zeigt den jemenitischen Schüler Zayed Al-Qaws (* 1993 oder 1994) aus Sanaa, Jemen, verwundet in den Armen seiner Mutter.

## Leben und Umstände des Fotos
Zum Zeitpunkt der Aufnahme war Al-Qaws Schüler und verdiente sich zusätzlich Geld mit Taxifahren. Während des Arabischen Frühlings kam es auch zu Protesten gegen das Regime des jemenitischen Präsidenten Ali Abdullah Salih, auf dessen Mitglieder mit Scharfschützen geschossen wurde. Am 15. Oktober 2011 wurde Al-Qaws verwundet und in ein provisorisches Spital gebracht, das in einer Moschee eingerichtet war, wo auch das Foto entstand. Über Al-Qaws wurde nach der Auszeichnung des Fotos auch in seiner Heimat berichtet.

## Bildrezeption
Das Bild, das während der Proteste im Jemen aufgenommen wurde, gewann die Auszeichnung als Pressefoto des Jahres 2011. Es zeigt eine verschleierte Muslimin, die einen verletzten Verwandten im Arm hält. Die Jury begründete die Entscheidung damit, dass das Foto exemplarisch „für die gesamte Region“ stehe, die Proteste in Jemen, Ägypten, Tunesien, Libyen, Syrien symbolisiere und damit auch den gesamten arabischen Frühling.